# Port lotniczy Porto Velho
Port lotniczy Porto Velho (IATA: PVH, ICAO: SBPV) - port lotniczy położony 7 km od Porto Velho, w stanie Rondônia, w Brazylii.